# 貞明 (南詔)
貞明（ていめい）は、南詔の隆舜（法堯）の時代に使用された元号。878年（877年の可能性もあり） - 年代不詳。
李崇智によると、隆舜の時代の元号には諸説があり、王応麟『玉海』及び鍾淵映『歴代建元考』では「貞明承智大同」として1つの元号として取り扱っているが（その場合この元号は877年から始まる）、『新唐書』及び『資治通鑑』はこれを3つの元号に分割する解釈を示し、改元が3回あったとしている。